# Назаренко Василь
Назаренко Василь  (Будянський, 1762–1832?) — кобзар.
Назаренко Василь (Будянський) із слободи Буди  зіньківського повіту — один із найвизначніших зіньківських кобзарських панотців середини XIX століття. Отримав «визвілки» від свого панотця Івана Хмеля (Хмельницького). У нього навчався відомий кобзар Хведір Гриценко-Холодний. Помер під час голоду 1832 року від тифу. По іншій версії загинув трагічно у віці 90 років — роздерли вовки.